# Panzerhaubitze Wespe
Der 10,5-cm Geschützwagen II für le.F.H. 18/2 (Sf.) „Wespe“ (Sd. Kfz. 124) ist eine Artillerie-Selbstfahrlafette, die im Zweiten Weltkrieg für die deutsche Wehrmacht entwickelt und gebaut wurde.

## Entwicklung
Schon vor dem Beginn des Zweiten Weltkrieges beschäftigte sich die Wehrmacht mit der Motorisierung der Artillerie. Relativ schnell war klar, dass gezogene Artillerie nicht dem entsprach, was die dynamische Kampfführung der Panzerdivisionen im Blitzkrieg benötigte. So wurde ab 1939 an Selbstfahrlafetten für die Artillerie gearbeitet.
Nach ersten improvisierten Konzepten, wie die 15-cm-sIG 33 (Sf) auf Pz. I B und dem komplexen Projekt Panzerselbstfahrlafette IVb, war im Frühjahr 1941 erkannt worden, dass die bis dahin als Lösung betrachteten Projekte „Heuschrecke 10“ und „Grille 10“ nicht schnell zu realisieren waren.
Auf der Suche nach einer „Zwischenlösung“ entschied die Panzerkommission am 14. Juli 1942 eine Selbstfahrlafette auf dem Fahrgestell des Panzerkampfwagen II zu entwickeln. Der Geschützwagen II für le.F.H. 18/2 (Sf.) „Wespe“ wurde als Gemeinschaftsprojekt der Firmen Alkett (Aufbau), MAN (Fahrgestell) und Rheinmetall-Borsig (Geschütz) entworfen und von Famo in den übernommenen Ursus-Werken in Warschau gebaut.

## Beschreibung
Als Chassis diente anfänglich das Fahrgestell des Panzer II Ausf. F. Die Erprobung zeigte, dass mehr Platz erforderlich war, so dass das Fahrzeug verlängert wurde und nun zum Geschützwagen II wurde. Für den Einsatz als Artillerieselbstfahrlafette wurde der Motor in die Fahrzeugmitte verlegt. Der hohe kastenförmige Aufbau war nach hinten und oben offen, dort war die an den Einsatz im Fahrzeug angepasste 10,5-cm-leichte Feldhaubitze 18, die le.F.H. 18/2, montiert. Der Fahrer saß alleine vorne im Fahrzeug in einer geschlossenen Fahrerzelle, während die restliche Besatzung im Aufbau nur einen eingeschränkten Panzerschutz hatte. Da aber die Fahrzeuge aufgrund der Reichweite der Kanone (max. Schussweite 10.650 m) weit hinter der Front agierten, spielte eine Bedrohung durch feindliche Infanterie kaum eine Rolle.

## Produktion
Von Februar 1943 bis Juni 1944 wurden insgesamt 676 Wespen von Famo produziert. Da der Munitionsvorrat mit 32 Schuss sehr begrenzt war, wurden zusätzlich 159 Munitionsträger auf gleichem Fahrgestell gebaut. Jeder Batterie wurden zwei Munitionsträger zugeteilt, ein solches Fahrzeug konnte 90 Schuss laden. Daraus ergab sich zudem der Vorteil, dass, wenn eine „Wespe“ liegen blieb, die Feldwartungstruppen die Haubitze ausbauen und auf einen Munitionsträger montieren konnten, wodurch wieder eine einsatzfähige „Wespe“ zur Verfügung stand.
Übersicht über die monatliche Fertigung
| Produktionszahlen der Wespe |         |         |         |        |         |         |         |         |         |         |         |         |         |         |         |        |         |        |
| Monat                       | Feb. 43 | Mrz. 43 | Apr. 43 | Mai 43 | Jun. 43 | Jul. 43 | Aug. 43 | Sep. 43 | Okt. 43 | Nov. 43 | Dez. 43 | Jan. 44 | Feb. 44 | Mrz. 44 | Apr. 44 | Mai 44 | Jun. 44 | Gesamt |
| Stückzahl Panzerhaubitze    | 2       | 40      | 136     | 37     | 34      | 59      | 57      | 49      | 37      | 38      | 38      | 37      | 33      | 35      | 19      | 20     | 19      | 676    |
| Stückzahl Munitionsträger   | —       | —       | —       | —      | 10      | 19      | 21      | 17      | 13      | 12      | 12      | 1       | 24      | 15      | 8       | 5      | 2       | 159    |

Die korrekte Bezeichnung des Fahrzeuges lautete „leFH 18/2 auf Fahrgestell PzKpfw II (Sf)“ (Sd.Kfz. 124). Am 27. Februar 1944 wurde die Nutzung des Namens Wespe auf Weisung von Adolf Hitler als unpassend für ein Kampffahrzeug untersagt.

## Einsatz
Die Wespe wurde zur Sommeroffensive 1943 an die Ostfront ausgeliefert und kam erstmals bei der Schlacht im Kursker Bogen zum Einsatz. Es war vorgesehen, jede Panzerdivision mit einer Abteilung Artillerie-Selbstfahrlafetten auszustatten. Zwei von drei Batterien der Abteilung waren mit je sechs Wespen ausgestattet, sodass den Panzerdivisionen zwölf Wespen zur Verfügung standen. Weitere sechs Panzerhaubitzen Hummel standen in der dritten Batterie bereit, sodass eine Panzerdivision über 18 Artillerie-Selbstfahrlafetten verfügte. In wenigen Ausnahmen konnten auch Panzergrenadierdivisionen auf die Wespe zurückgreifen.
Da sie geringe Ausfallsraten hatte, stand sie bis Kriegsende an der Ost- und Westfront und in Italien im Einsatz.

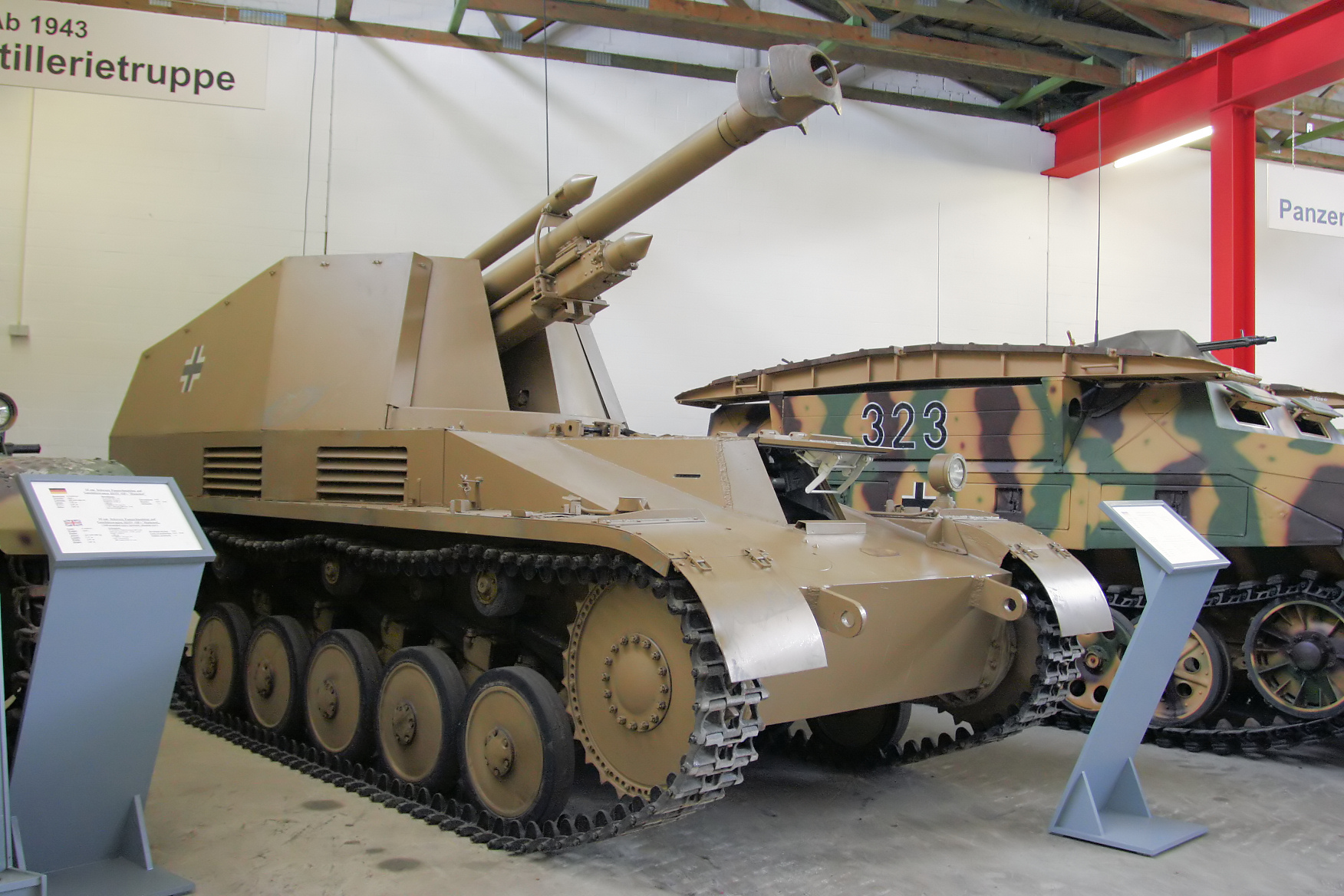
GW II für 10,5cm le.FH 18/2 (Sf) „Wespe“ im Panzermuseum Munster
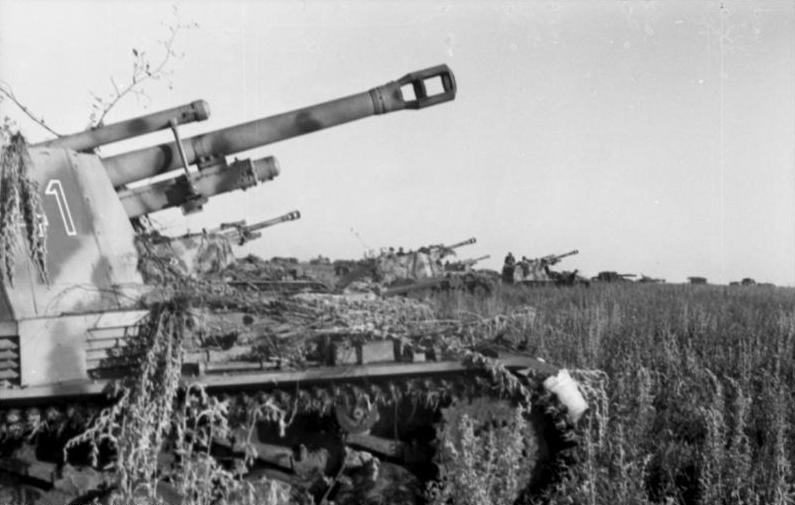
Wespen in Feuerstellung, Russland 1943
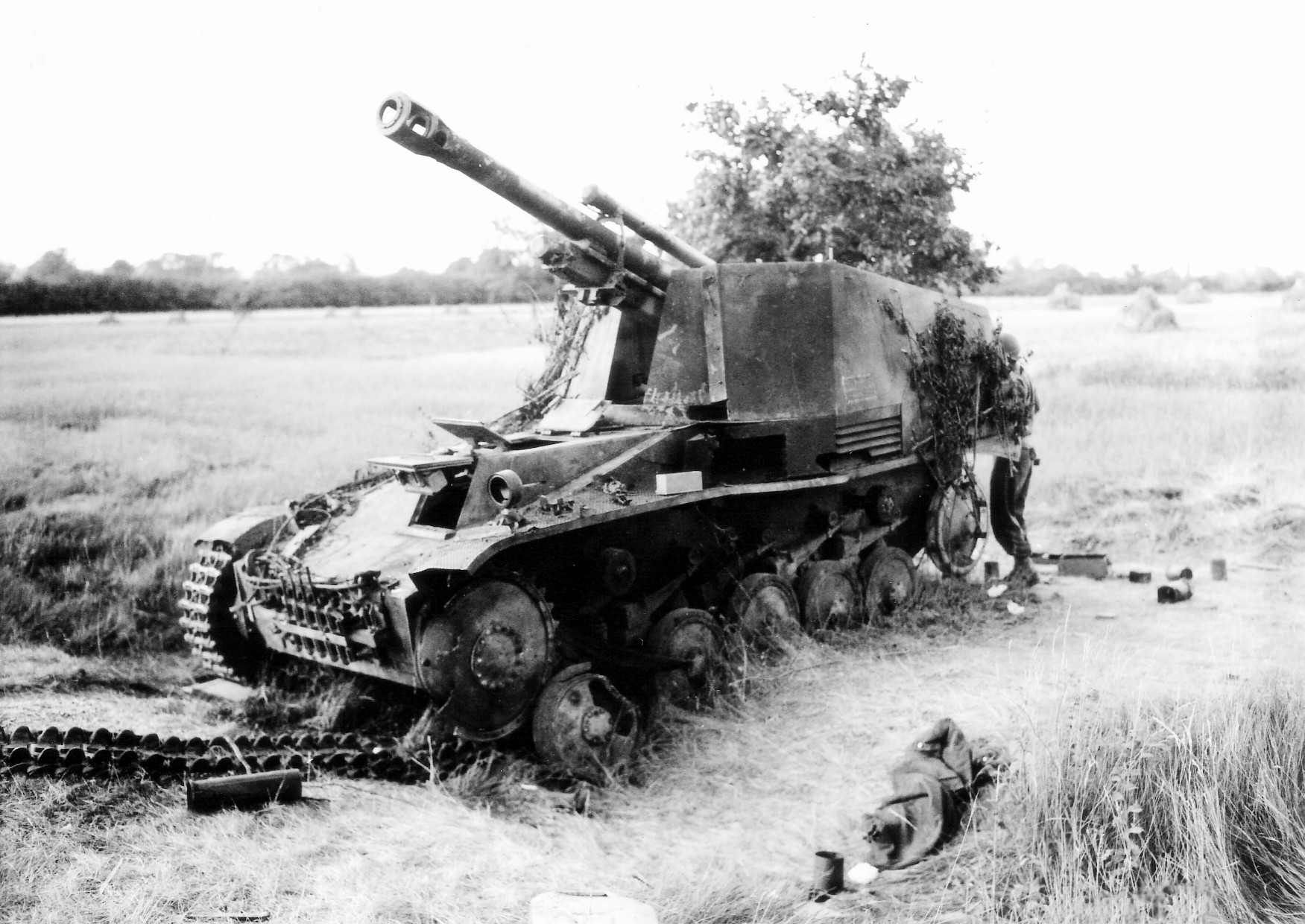
Zerstörte Wespe nahe Mortrée, Juli 1944
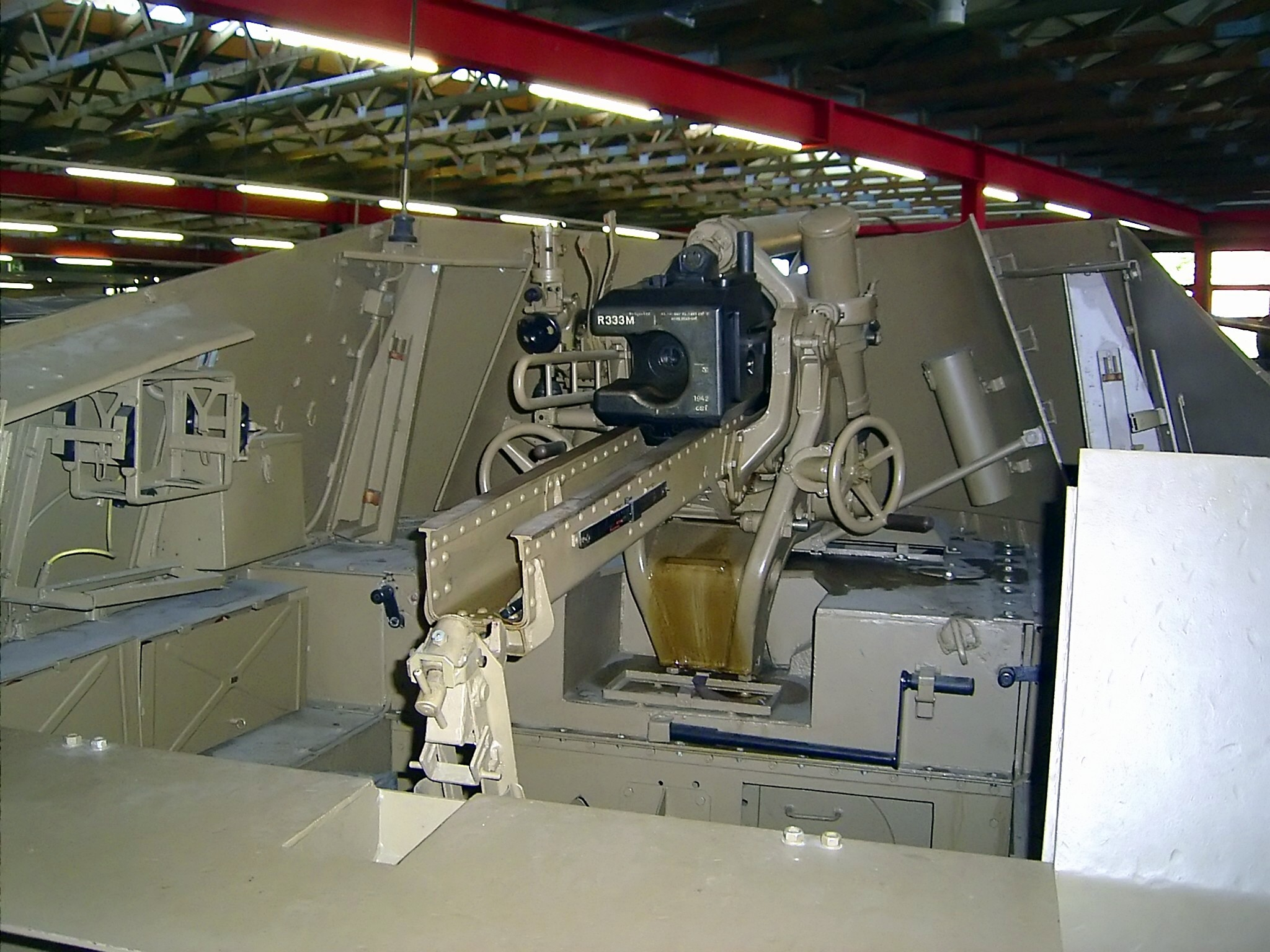
Kampfraum
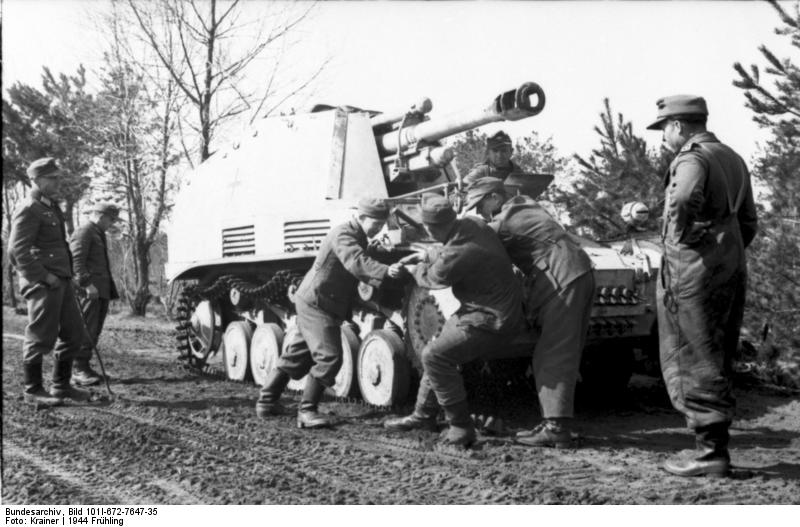
Kette wird aufgezogen – GW II bei Kowel

## Varianten

### Geschützwagen II für Munition

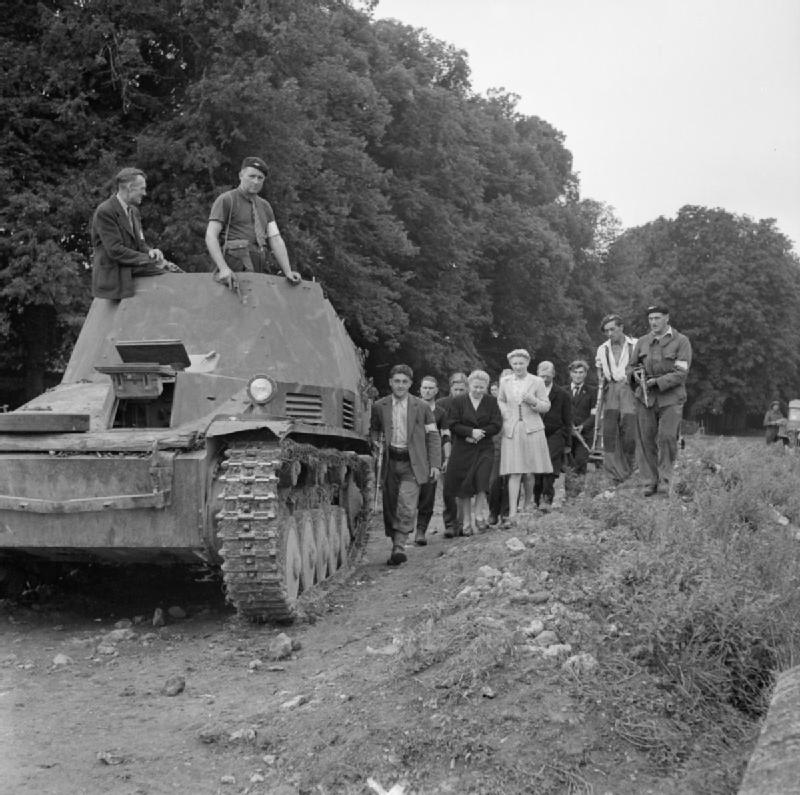
Munitionsträger Wespe, August 1944

Während der Planungsphase für die Fertigung des Geschützwagen II für le.F.H. 18/2 hatte man vorgesehen, ein Viertel der Fahrzeuge als Munitionsfahrzeuge zu produzieren. Diese unterschieden sich im Wesentlichen durch zusätzliche Halterungen für Munition und das Fehlen eines Geschützes. Die große Öffnung, welche durch das Fehlen der Waffe im vorderen Aufbau entstand, wurde mit einer Panzerplatte verschlossen. Während die ersten Selbstfahrlafetten im Februar 1943 ausgeliefert wurden, dauerte es bis Juni 1943, bis die ersten 10 Munitionsfahrzeuge fertiggestellt wurden. Letztlich wurden von Juni 1943 bis Juni 1944 von Ursus FAMO 159 Fahrzeuge dieser Ausführung gefertigt.

## Einzelnachweise

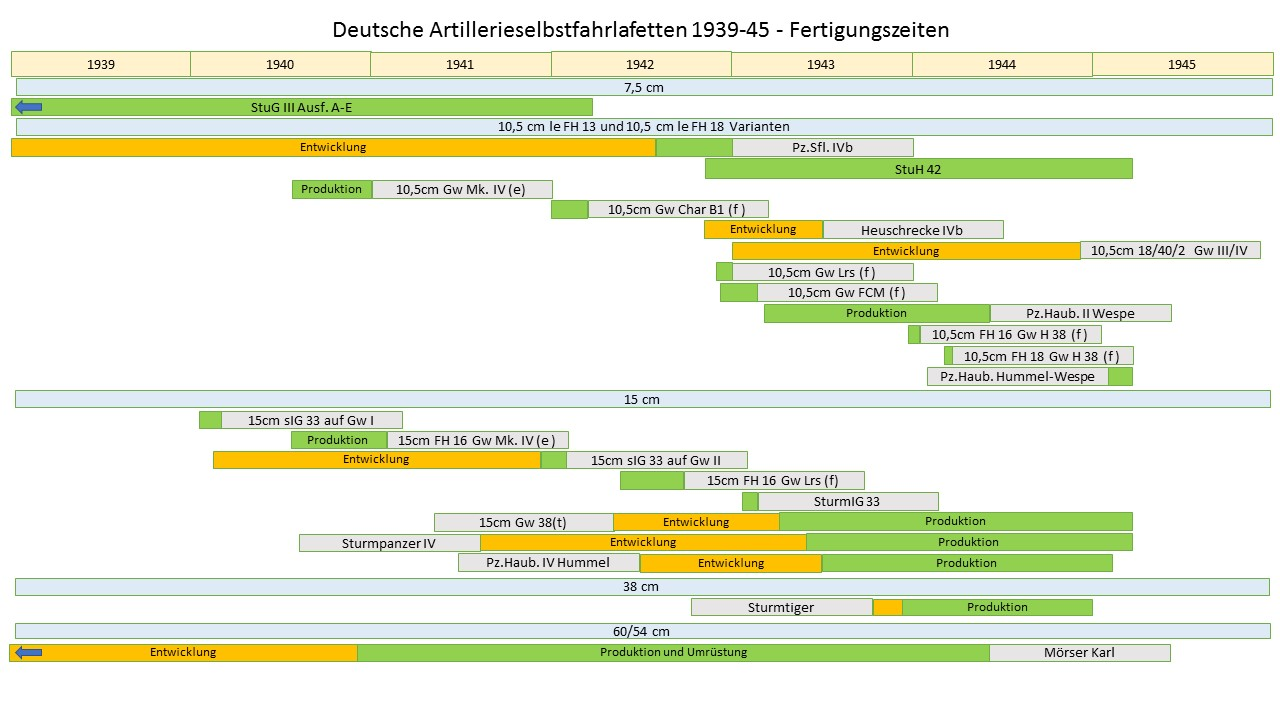